# Lili Winderlich
Lili Winderlich (* 5. April 2000 in Berlin) ist eine deutsche Schauspielerin.

## Leben
Lili Winderlich sammelte ab 2014 erste Schauspielerfahrungen am Hans Otto Theater in Potsdam und studierte ab 2018 am Max Reinhardt Seminar der Universität für Musik und darstellende Kunst Wien Schauspiel. Rollenunterricht erhielt sie bei Regina Fritsch, Roland Koch, Petra Luisa Meyer und Gerti Drassl. Das Studium schloss sie 2022 ab.

### Theater
Am Wiener Akademietheater debütierte sie 2020 in der Uraufführung von Schwarzwasser von Elfriede Jelinek. Im selben Jahr war sie in Der Zinnsoldat und die Papiertänzerin am Vestibül des Burgtheaters als Papiertänzerin zu sehen. 2021 wurde sie gemeinsam mit Caroline Baas, Johanna Mahaffy, Maya Unger und Wiebke Yervis für den STELLA-Darstellender.Kunst.Preis für junges Publikum in der Kategorie Herausragende darstellerische Leistung für ihre Darstellung in Stolz und Vorurteil*(*oder so) am Kasino am Schwarzenbergplatz nominiert.
Mit der Spielzeit 2021/22 wurde sie unter Direktor Martin Kušej Ensemblemitglied am Burgtheater, wo sie seitdem unter anderem in Geschichten aus dem Wiener Wald als Emma, als Gretchen in Mein Kampf von George Tabori, als Miranda in Der Sturm sowie als Elli in Kasimir und Karoline auf der Bühne stand. Bei den Salzburger Festspielen debütierte sie 2022 in Ingolstadt von Marieluise Fleißer als Clementine. Für ihre Darstellung verschiedener Rollen in der Uraufführung von Die Eingeborenen von Maria Blut von Maria Lazar am Akademietheater wurde sie im Rahmen der Verleihung des Nestroy-Theaterpreises 2023 in der Kategorie Bester Nachwuchs Schauspiel nominiert. Dem Burgtheater gehörte sie bis zum Ende von Kušejs Intendanz mit der Saison 2023/24 an. Im März 2025 feierte sie in der österreichischen Erstaufführung von Der junge Mann von Annie Ernaux am Kosmos Theater an der Seite von Johanna Orsini Premiere.

### Film und Fernsehen
Im Fernsehen war sie unter anderem in der Folge Nemesis der ORF/ZDF-Fernsehreihe Die Toten vom Bodensee als Stella Berger zu sehen. Im Herbst 2024 drehte sie auf Schloss Eckartsau für die Universum-History-Dokumentation Alfred Nobel & Bertha von Suttner – The Price of Peace für ORF, Arte und SVT, in der sie an der Seite von Per Lasson als Alfred Nobel die Rolle der Bertha von Suttner übernahm.

## Filmografie (Auswahl)
- 2020: Erbe Österreich – Habsburgs verkaufte Töchter (Fernsehdokumentation)
- 2023: Der Zürich-Krimi: Borchert und die Sünden der Vergangenheit (Fernsehreihe)
- 2023: Die Toten vom Bodensee – Nemesis (Fernsehreihe)
- 2023: Die Eingeborenen von Maria Blut (Fernsehfilm)

## Nominierungen
- 2021: Nominierung für den STELLA-Darstellender.Kunst.Preis für junges Publikum in der Kategorie Herausragende darstellerische Leistung für Stolz und Vorurteil*(*oder so) am Kasino am Schwarzenbergplatz[4][5]
- 2023: Nestroy-Theaterpreis – Nominierung in der Kategorie Bester Nachwuchs Schauspiel für Die Eingeborenen von Maria Blut[7][8]